# Guy Cabort-Masson
Guy Cabort-Masson, né le 12 juin 1937 à Saint-Joseph (Martinique), décédé le 27 mars 2002, est un écrivain nationaliste et anticolonialiste martiniquais.

## Biographie
Guy Cabort, de son vrai nom, est né en juin 1937 à Saint-Joseph,. Il effectue ses études secondaires au Lycée Victor-Schœlcher de Fort-de-France, puis sort diplômé de l'École Normale des Instituteurs. Refusant de se plier au conformisme imposé par sa position de jeune notable, le jeune instituteur du quartier des Terres-Sainville rompt de manière éclatante avec l'Éducation Nationale (un épisode qu'il relate dans son autobiographie). S'engageant comme militaire du rang, le jeune Cabort est incité par ses cadres à présenter le concours d'entrée de l'École Spéciale Militaire de Saint-Cyr, qui forme les officiers de l'Armée de Terre française. Il réussit ce concours.

### L'expérience algérienne
Devenu jeune officier en sorie de cette école militaire, il est affecté en Algérie, un pays alors en proie à une guerre d'indépendance. Refusant d'accepter les actes de torture et les exactions de ses pairs (un de ses prisonniers FLN est torturé puis tué), Guy Cabort déserte et rejoint les rangs du Front de Libération Nationale en 1961, tout comme son compatriote Frantz Fanon. La désertion d'un officier français est un cas aussi grave que rarissime. Condamné à 20 ans de réclusion par contumace, il sera finalement amnistié en 1969. En Algérie, Guy Cabort-Masson est également étudiant, et obtient une licence en sociologie auprès de l'Université d'Alger.

### Études en France
Rentré clandestinement en France en 1967 sous le nom de Guy Cabort-Masson, il reprend ses études et prend contact avec les milieux étudiants antillais. C'est avec Alex Ferdinand qu'il réalise le premier drapeau nationaliste martiniquais dont les couleurs, noir, vert et rouge, rappellent celles portées par les meneurs de l'insurrection du Sud de la Martinique en septembre 1870 (événements considérés par les nationalistes martiniquais comme fondateurs de la nation martiniquaise). Le drapeau sera brandi pour la première fois lors des manifestations de mai 1968.

### Retour en Martinique
De retour en Martinique en 1969, Guy Cabort-Masson est recruté par Aimé Césaire, maire de Fort-de-France. Après avoir lancé la revue En Avant, il crée en 1970 l'Association Martiniquaise d'Éducation Populaire (AMEP), un établissement scolaire alternatif qui entend développer des méthodes pédagogiques plus adaptées au contexte socio-culturel martiniquais, et au sein duquel enseigneront, notamment, Vincent Placoly, Alex Ferdinand et l'historien Édouard Delepine. Il est aussi, dans cette période, l'un des fondateurs du M.N.L.M (Mouvement National pour la Libération de la Martinique), premier parti indépendantiste de la Martinique.
Après une longue bataille juridique, l'AMEP est finalement reconnue par l'Éducation Nationale française en 1974. Située à Fort-de-France, agrandie, l'école de l'AMEP – Association Martiniquaise d'Éducation Populaire et Lycée Polyvalent – offre aujourd'hui une préparation comme lycée général, professionnel, technologique industriel et tertiaire.

### Analyste de la société martiniquaise

Le drapeau "rouge vert noir" a été créé en 1968 par Guy Cabort-Masson et Alex Ferdinand. Ce drapeau a été adopté officiellement par l'Assemblée de Martinique, le 2 février 2023 pour représenter la Martinique.

L'engagement politique de Guy Cabort-Masson s'est notamment traduit par plusieurs ouvrages, essais et brochures dans lesquels il a analysé le fonctionnement de la société et de l'économie martiniquaise. Les puissances d'argent en Martinique : l'État français, la caste békée et les autres (1984, réédité et augmenté en 1987) est le titre le plus connu, après son dernier essai, Martinique, comportements et mentalité (Prix Frantz Fanon 1998).
Après avoir créé la revue En Avant en 1970, Guy Cabort-Masson lance les titres Simao et La Voix du Peuple, construisant ces diverses tribunes pour interroger la société et les politiques martiniquaises et caribéennes. Dans les années 1980-1990, Cabort-Masson collabore également à d'autres revues, telles Antilla et Naïf.
En 1982, le ministre de la défense, Yvon Bourges, poursuit en justice Guy Cabort-Masson et Camille Chauvet, les auteurs de la brochure, La face cachée de la France aux Antilles : pour une histoire des forces armées coloniales françaises. Le motif est que cette brochure critiquait avec trop de virulence les méfaits de l'administration française aux Antilles.
En 1998, Guy Cabort-Masson obtient le Prix Frantz Fanon pour son essai Martinique, comportements et mentalité.
Il meurt à 65 ans, en mars 2002, des suites d’une longue maladie, dans un hôpital de Fort-de-France,.

## Œuvre romanesque
Romancier et essayiste, il est l'auteur notamment de :
- La mangrove mulâtre (roman)
- Pourrir, ou martyr un peu (roman)
- Les puissances d'argent en Martinique : l'Etat français, la caste békée et les autres (essai)
- Les indépendantistes face à eux-mêmes (essai)
- La face cachée de la France aux Antilles : pour une histoire des forces armées coloniales françaises (essai) coauteur C.Chauvet
- Martinique, comportements et mentalité (essai), Prix Frantz Fanon en 1998